# Finanzministerium des Landes Schleswig-Holstein

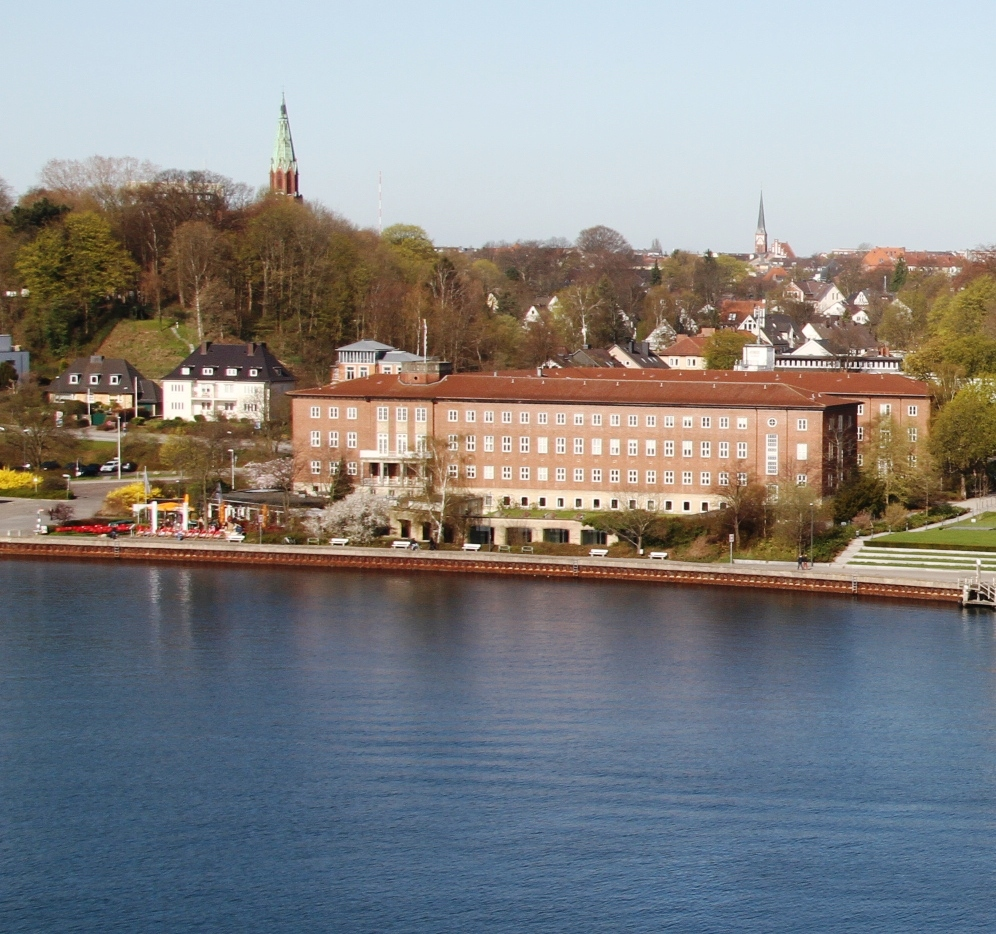
Das Ministerium von der Kieler Förde aus gesehen

Das Finanzministerium des Landes Schleswig-Holstein (kurz FM SH, auch abgekürzt als Finanzministerium SH) ist eines von acht Ministerien der schleswig-holsteinischen Landesregierung.
Das Ministerium hat seit 1952 seinen Sitz im Düsternbrooker Weg 64 im Regierungsviertel in Kiel-Düsternbrook und ist in der nach dem Zweiten Weltkrieg wiederaufgebauten, ehemaligen Marine-Akademie untergebracht, gelegen an der Kieler Förde unmittelbar neben dem Schleswig-Holsteinischen Landtag.
Derzeitige Amtsleiterin ist seit 2024 Finanzministerin Silke Schneider (Bündnis 90/Die Grünen), ihr stehen Silke Torp und Oliver Rabe als Staatssekretäre zur Seite.

## Geschichte
Ein Ministerium für Haushalt und Finanzen existierte bereits 1946 in der ersten Landesregierung von Schleswig-Holstein. 1951 wurde es offiziell zum Ministerium für Finanzen umgetitelt. Ab 1993 war das Ministerium zeitweise zusätzlich für die Energiepolitik zuständig, seit 2005 besteht es aber wieder in der früheren Form.
Folgende Minister waren bisher in Schleswig-Holstein für die Finanzpolitik zuständig:
| Name                               | Amtsantritt                                        | Kabinett                            | Partei                             |
| Minister für Haushalt und Finanzen | Minister für Haushalt und Finanzen                 | Minister für Haushalt und Finanzen  | Minister für Haushalt und Finanzen |
| ---------------------------------- | -------------------------------------------------- | ----------------------------------- | ---------------------------------- |
| Thomas Andresen                    | 11. April 1946                                     | Steltzer I                          | CDU                                |
| Minister für Finanzen              |                                                    |                                     |                                    |
| Thomas Andresen                    | 23. November 1946                                  | Steltzer II                         | CDU                                |
| Richard Schenck                    | 29. April 1947                                     | Lüdemann                            | SPD                                |
| Wilhelm Gülich                     | 29. August 1949                                    | Diekmann                            | SPD                                |
| Waldemar Kraft                     | 5. September 1950                                  | Bartram                             | GB/BHE                             |
| Friedrich Wilhelm Lübke            | 25. Juni 1951                                      | Lübke I                             | CDU                                |
| Waldemar Kraft                     | 27. Juli 1951                                      | Lübke II                            | GB/BHE                             |
| Carl-Anton Schaefer                | 7. November 1953 11. Oktober 1954 27. Oktober 1958 | Lübke II von Hassel I von Hassel II | GB/BHE                             |
| Hartwig Schlegelberger             | 6. November 1961 7. Januar 1963                    | von Hassel II Lemke I               | CDU                                |
| Hans-Hellmuth Qualen               | 1. Mai 1963 3. Mai 1967 24. Mai 1971               | Lemke I Lemke II Stoltenberg I      | FDP                                |
| Gerd Lausen                        | 15. Mai 1973 26. Mai 1975                          | Stoltenberg I Stoltenberg II        | CDU                                |
| Uwe Barschel                       | 1. Januar 1979 29. Mai 1979                        | Stoltenberg II Stoltenberg III      | CDU                                |
| Rudolf Titzck                      | 1. Juli 1979 4. Oktober 1982                       | Stoltenberg III Barschel I          | CDU                                |
| Roger Asmussen                     | 3. April 1983 13. April 1983 2. Oktober 1987       | Barschel I Barschel II Schwarz      | CDU                                |
| Heide Simonis                      | 31. Mai 1988 5. Mai 1992                           | Engholm I Engholm II                | SPD                                |
| Minister für Finanzen und Energie  |                                                    |                                     |                                    |
| Claus Möller                       | 19. Mai 1993 22. Mai 1996 28. März 2000            | Simonis I Simonis II Simonis III    | SPD                                |
| Ralf Stegner                       | 1. März 2003                                       | Simonis III                         | SPD                                |
| Minister der Finanzen              |                                                    |                                     |                                    |
| Rainer Wiegard                     | 27. April 2005 27. Oktober 2009                    | Carstensen I Carstensen II          | CDU                                |
| Monika Heinold                     | 12. Juni 2012 28. Juni 2017 29. Juni 2022          | Albig Günther I Günther II          | Grüne                              |
| Silke Schneider                    | 1. August 2024                                     | Günther II                          | Grüne                              |

## Organisation und Aufgaben des Finanzministeriums
Das Finanzministerium ist seinen Aufgabenbereichen entsprechend in vier Abteilungen (Allgemeine Abteilung, Haushalt, Steuern und Staatlicher Hochbau und Beteiligungen) geordnet, welche wiederum in Referate gegliedert sind. Es ist für Finanzpolitik, Finanzwirtschaft, Steuern, Landesbeteiligungen und Liegenschaften zuständig.

## Landesbehörden
Bestandteile des Ministeriums sind das Amt für Bundesbau und das Amt für Informationstechnik, alle mit Sitz in Kiel sowie das Bildungszentrum der Steuerverwaltung in Bad Malente. Außerdem sind dem Ministerium insgesamt 17 Finanzämter zugeordnet. Der Zuständigkeitsbereich der jeweiligen Ämter entspricht dabei nicht zwangsläufig den Grenzen der 11 Landkreise und vier kreisfreien Städte Schleswig-Holsteins.

### Liste der Finanzämter
| Finanzamt                       | Sitz                                                      | Standort, Webpräsenz | Im Allgemeinen zuständiges Gebiet | Bild            |
| ------------------------------- | --------------------------------------------------------- | -------------------- | --- | --------------- |
| Finanzamt Bad Segeberg          | Theodor-Storm-Straße 4–10 Bad Segeberg                    | Standort →Link       | Kreis Segeberg außer den zum Finanzamt Neumünster zugeordneten Gemeinden | Bild gesucht BW |
| Finanzamt Bad Segeberg          | Außenstelle Norderstedt Europaallee 22 Norderstedt        | Standort →Link       | Kreis Segeberg außer den zum Finanzamt Neumünster zugeordneten Gemeinden |                 |
| Finanzamt Dithmarschen          | Hauptsitz Heide Ernst-Mohr-Straße 34 Heide                | Standort →Link       | Kreis Dithmarschen | Bild gesucht BW |
| Finanzamt Dithmarschen          | Außenstelle Meldorf Jungfernstieg 1 Meldorf               | Standort →Link       | Kreis Dithmarschen |                 |
| Finanzamt Eckernförde-Schleswig | Hauptsitz Eckernförde Bergstraße 50 Eckernförde           | Standort →Link       | ehem. Kreis Eckernförde und Kreis Schleswig |                 |
| Finanzamt Eckernförde-Schleswig | Außenstelle Schleswig Suadicanistraße 26/28 Schleswig     | Standort →Link       | ehem. Kreis Eckernförde und Kreis Schleswig | Bild gesucht BW |
| Finanzamt Elmshorn              | Friedensallee 7–9 Elmshorn                                | Standort →Link       | Teil des Kreises Pinneberg mit den Städten Barmstedt, Elmshorn, Quickborn, Tornesch, Uetersen und Ämtern Elmshorn-Land, Geest und Marsch Südholstein (ohne Appen), Hörnerkirchen und Rantzau | Bild gesucht BW |
| Finanzamt Flensburg             | Duburger Straße 58–64 (in Höhe des Burgplatzes) Flensburg | Standort →Link       | Stadt Flensburg und ehem. Kreis Flensburg-Land |                 |
| Finanzamt Itzehoe               | Fehrsstraße 5 Itzehoe                                     | Standort →Link       | Kreis Steinburg |                 |
| Finanzamt Kiel                  | Feldstraße 23 Kiel                                        | Standort →Link       | Stadtgebiet von Kiel sowie im Kreis Rendsburg-Eckernförde für die Gemeinden Achterwehr, Blumenthal, Böhnhusen, Felde, Flintbek, Kronshagen, Melsdorf, Mielkendorf, Molfsee, Ottendorf, Quarnbek, Rodenbek, Rumohr, Schierensee, Schönhorst und Techelsdorf (Fusion vom Finanzamt Kiel-Nord und Kiel-Süd war zum 1. November 2016) |                 |
| Finanzamt Lübeck                | Possehlstraße 4 Lübeck                                    | Standort →Link       | Stadt Lübeck | Bild gesucht BW |
| Finanzamt Neumünster            | Bahnhofstraße 9 Neumünster                                | Standort →Link       | Stadt Neumünster sowie Armstedt, Arpsdorf, Bad Bramstedt, Bimöhlen, Bissee, Bönebüttel, Boostedt, Bordesholm, Bornhöved, Borstel, Bothkamp, Brügge, Dätgen, Damsdorf, Ehndorf, Föhrden-Barl, Fuhlendorf, Gönnebek, Grevenkrug, Groß Buchwald, Großenaspe, Großharrie, Groß Kummerfeld, Hagen, Hardebek, Hartenholm, Hasenkrug, Hasenmoor, Heidmoor, Heidmühlen, Hitzhusen, Hoffeld, Latendorf, Lentföhrden, Loop, Mönkloh, Mühbrook, Negenharrie, Nützen, Padenstedt, Reesdorf, Rendswühren, Schillsdorf, Schmalensee, Schmalfeld, Schmalstede, Stocksee, Schönbek, Sören, Tarbek, Tasdorf, Tensfeld, Wasbek, Wattenbek, Weddelbrook, Wiemersdorf | Bild gesucht BW |
| Finanzamt Nordfriesland         | Hauptsitz Leck Eesackerstraße 11a Leck                    | Standort →Link       | Kreis Nordfriesland | Bild gesucht BW |
| Finanzamt Nordfriesland         | Außenstelle Husum Herzog-Adolf-Straße 18 Husum            | Standort →Link       | Kreis Nordfriesland |                 |
| Finanzamt Ostholstein           | Lankenstraße 1 Oldenburg in Holstein                      | Standort →Link       | Für die Städte Fehmarn, Heiligenhafen, Neustadt in Holstein, Oldenburg in Holstein, Bad Schwartau, für die Ämter Lensahn, Oldenburg-Land, Ostholstein-Mitte und für die amtsfreien Gemeinden Dahme, Grömitz, Grube, Großenbrode, Ratekau, Scharbeutz, Süsel, Timmendorfer Strand und Kellenhusen (Ostsee) | Bild gesucht BW |
| Finanzamt Pinneberg             | Friedrich-Ebert-Straße 29 Pinneberg                       | Standort →Link       | Teil des Kreises Pinneberg mit den Städten Pinneberg, Schenefeld, Wedel, dem Amt Pinnau und den Gemeinden Appen, Bönningstedt, Halstenbek, Hasloh, Helgoland und Rellingen | Bild gesucht BW |
| Finanzamt Plön                  | Fünf-Seen-Allee 1 Plön                                    | Standort →Link       | Von den zwei Bezirken ist der Bezirk A für den Kreis Plön ohne die Gebiete des Finanzamtes Neumünster (Bönebüttel, Bothkamp, Großharrie, Rendswühren, Schillsdorf und Tasdorf) zuständig und der Bezirk B für einen Teil des Kreises Ostholstein mit Eutin, Malente, Bosau, Ahrensbök und Stockelsdorf. | Bild gesucht BW |
| Finanzamt Ratzeburg             | Bahnhofsallee 20 Ratzeburg                                | Standort →Link       | Kreis Herzogtum Lauenburg |                 |
| Finanzamt Rendsburg             | Kieler Straße 19 Rendsburg                                | Standort →Link       | Kreis Rendsburg-Eckernförde ohne die Gemeinden des Finanzamtes Eckernförde-Schleswig |                 |
| Finanzamt Stormarn              | Berliner Ring 25 Bad Oldesloe                             | Standort →Link       | Kreis Stormarn | Bild gesucht BW |

## Belege
1. ↑  Schleswig-Holstein – Staatskanzlei und Ministerien (Memento vom 14. März 2015 im Internet Archive)
2. ↑  Zur Geschichte des Finanzministeriums (Memento vom 5. Januar 2014 im Internet Archive)
3. ↑  Kieler Erinnerungstag: 23. August 1946 (Memento vom 26. April 2014 im Internet Archive)
4. ↑  Organisationsplan des Finanzministeriums des Landes Schleswig-Holstein. Stand 1. September 2022. Abgerufen am 3. September 2022.
5. ↑  Open-Data Schleswig-Holstein – Finanzministerium. Abgerufen am 3. September 2022.
6. ↑  Finanzämter in Schleswig-Holstein (Memento vom 5. Januar 2014 im Internet Archive)
7. ↑  Finanzamt Kiel. In: Landesportal Schleswig-Holstein. Archiviert vom Original (nicht mehr online verfügbar) am 4. Juli 2017; abgerufen am 28. Juni 2017.  Info: Der Archivlink wurde automatisch eingesetzt und noch nicht geprüft. Bitte prüfe Original- und Archivlink gemäß Anleitung und entferne dann diesen Hinweis.